# Leopold von der Schulenburg

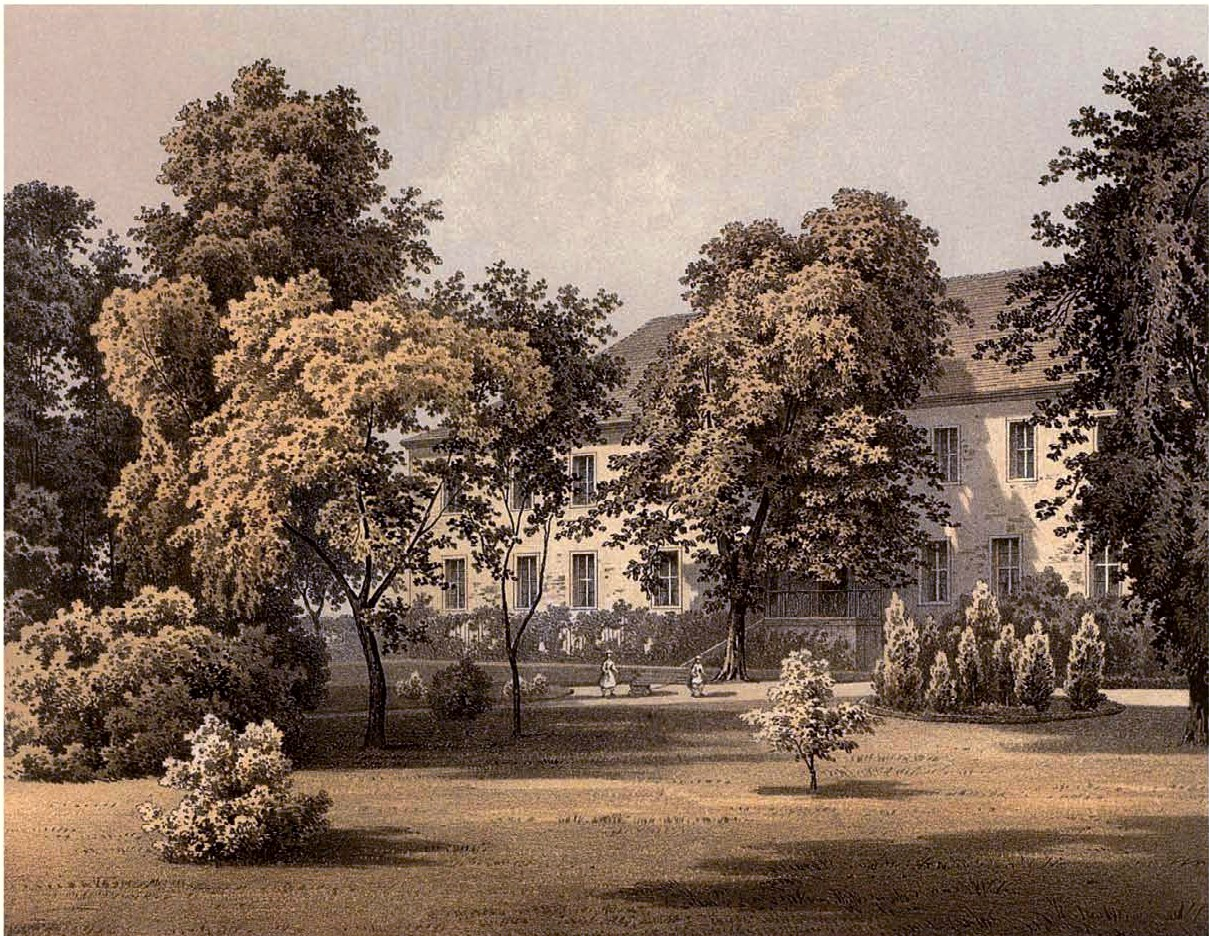
Gut Emden, sein Geburtsort

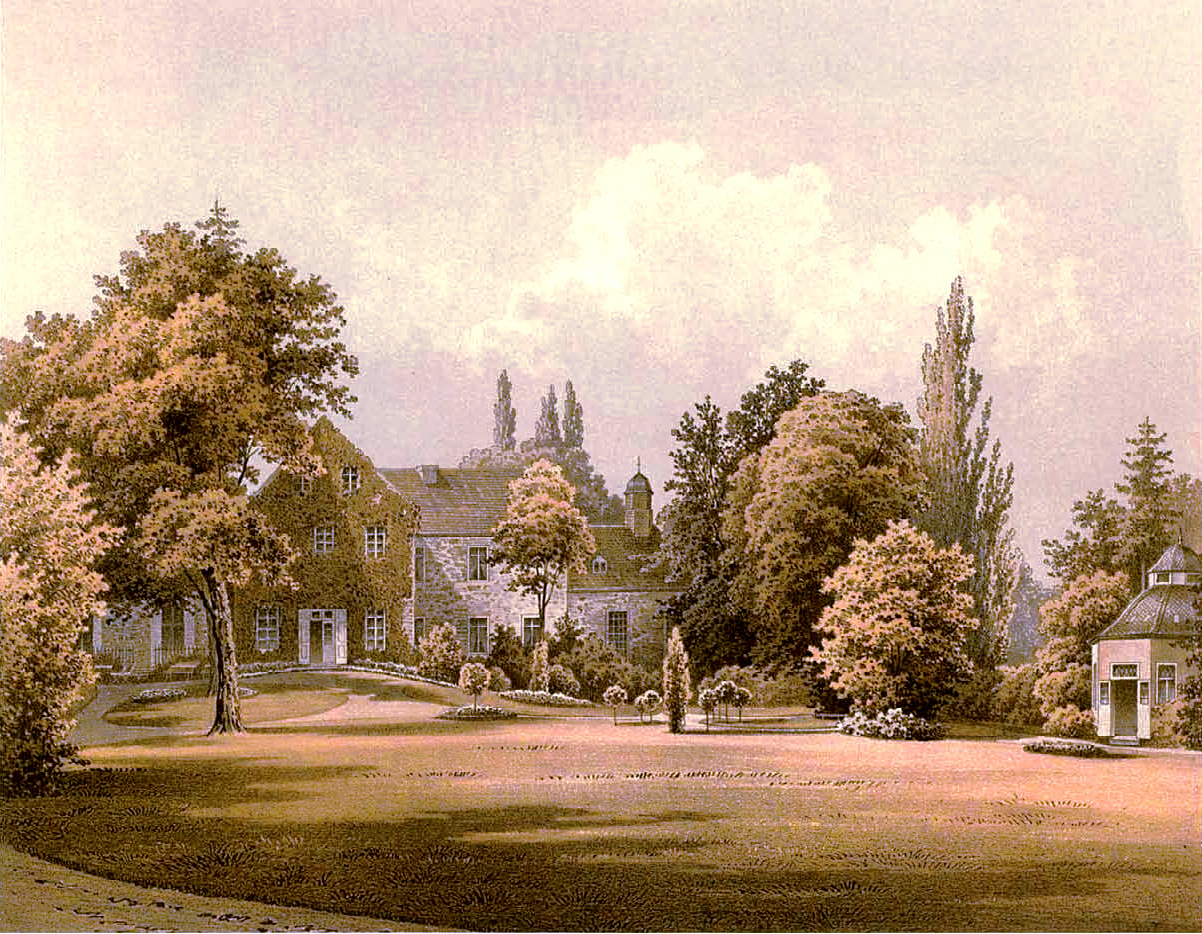
Gut Bodendorf, sein Besitz

Leopold Christian Wilhelm Johann Graf von der Schulenburg (* 10. April 1769 in Emden; † 31. Oktober 1826 in Bodendorf) war ein preußischer Landrat, Gutsbesitzer und Abgeordneter.

## Familie
Leopold von der Schulenburg entstammte dem ursprünglich markbrandenburgischen Adelsgeschlecht Schulenburg und war der Sohn des Alexander Jakob von der Schulenburg (Generalmajor im Kurfürstentum Braunschweig-Lüneburg) und dessen Gemahlin Ehrengard Sophie Freiin von der Schulenburg (1737–1786). Er wuchs mit sieben Schwestern und seinen älteren Brüdern Philipp Ernst Alexander und August Karl Jakob auf.
1791 heiratete er Marie Christine Ernestine Philippine d’Orville von Löwenclau (1774–1826), eine Tochter von Peter Friedrich d’Orville von Löwenclau (1731–1787) und seiner Ehefrau Wilhelmine Friederike Elisabeth.
Aus der Ehe gingen sechs Söhne und sieben Töchter hervor, von denen ein Sohn und drei Töchter früh verstarben.
Die Söhne, die das Erwachsenenalter erreichten, waren:
- Adolf Leopold (1794–1852)
- Otto Karl Friedrich (1797–1831)
- Theodor Friedrich August (1801–1845), übernahm nach dem Tod seines Vaters das Gut Bodendorf
- Friedrich Wilhelm IX (1807–1859)
- Leopold Matthias Alexander Jakob (1815–1902), übernahm nach dem Tod seines Bruders Theodor das Gut Bodendorf sowie auch das Gut Hohenwarsleben und war als einziger seiner Brüder verheiratet

## Leben
Leopold von der Schulenburg besuchte die Ritterakademie Brandenburg und schlug danach die militärische Laufbahn ein. Er diente von 1784 bis 1798 als Soldat. Von 1792 bis 1795 nahm er als Leutnant im Regiment Herzog von Braunschweig am Feldzug gegen Frankreich teil.
In den 1790er Jahren erhielt er bei der Erbteilung die Güter Bodendorf und Hohenwarsleben. Er nahm seinen militärischen Abschied und kümmerte sich um die Bewirtschaftung seiner Güter Bodendorf, Hohenwarsleben und Teilen von Ivenrode. Im selben Jahr wurde von der Schulenburg von König Friedrich Wilhelm III. in den Grafenstand erhoben. Um 1800 baute er das Schloss Bodendorf zur jetzigen Gestalt um.
Ab 1798 war er Kreisdeputierter im II. Magdeburgischen Holzkreis. 1803 wurde er dort Landrat. Nachdem Preußen aufgrund des Traktats von Paris 1806 das Kurfürstentum Hannover besetzt hatte, wurde von der Schulenburg zur Organisation des Landes versetzt. Nach der Bildung des Königreichs Westphalen wurde er Unterpräfekt des Distrikts Stendal. Nach dem Ende des Königreichs Westphalen wurde er 1813 Landrat des Landkreises Neuhaldensleben und blieb dies bis zu seinem Tod. 1825 war er Abgeordneter auf dem ersten Provinziallandtag der Provinz Sachsen. Er wurde für den Stand der Ritterschaft im Magdeburgischen Wahlbezirk gewählt.
Ab 1799 war er auch Deputierter bei der Feuer-Societät für die Holzkreise. 1805 wurde er Direktor der Kreis-Feuer-Societät dieses Kreises. Ab 1821 war er Direktor der Magdeburgischen Land-Feuer-Societät.